# محمد طه (إمام)

رئيس الوزراء الفلسطيني إسماعيل هنية يقبل يد الشيخ محمد طه ، آذار 2014

محمد صالح حسن طه «أبو أيمن» أحد القادة الأوائل لحركة المقاومة الإسلامية "حماس"، وأحد الذين تبنوا فكرها وهي في طور التأسيس، وكان ممن رافقوا الشيخ أحمد ياسين منذ البدايات وأخذوا يجوبون فلسطين طولاً وعرضاً إيذاناً بميلاد فجر جديد من رحم جماعة الإخوان المسلمين.
سكن الشيخ محمد طه مخيم البريج وسط قطاع غزة بعد أن هُجِّرت عائلته قصرياً عن قريته الوادعة «يبنا» وسط فلسطين المحتلة عام 48، ومن ثم عمل مدرساً لمدة اثنين وثلاثين عاماً في مدارس اللاجئين في قطاع غزة.

## التعليم
سرعان ما التحق الشيخ بالجامعة الإسلامية بغزة ليحوز منها على الشهادة الجامعية في الشريعة الإسلامية، وعمل الشيخ مأذوناً شرعياً وخطيباً لمسجد التقوى في مخيم البريج، وعرف عنه جرأته في قول الحق مهما كانت التبعات، الأمر الذي مكنه من ممارسة دوره كأحد رجالات الإصلاح البارزين محكماً شريعة الله في الإصلاح بين المتخاصمين.

## وظيفة
انتخب الشيخ رئيساً لبلدية البريج خلال الانتخابات البلدية إبان العام 2005 وتسنّى له تولي مهامه في أعقاب أحداث حزيران 2007.

## ابعاده
أبعد مع ابنه أيمن ومع المئات من أبناء الحركة الإسلامية إلى مرج الزهور جنوب لبنان عام 1992.

## في سجن الاحتلال
ولم يسلم «أبو أيمن طه» من غطرسة الاحتلال حيث اعتقل ثماني مرات. واعتقل جريحاً مع ابنه أيمن، ومن ثم سجن مع أولاده الثلاثة.

## في سجن السلطة الفلسطينية (حركة فتح)
ولوحق من أجهزة الأمن التابعة للسلطة الفلسطينية الفتحاوية حيث كان نصيبه السجن سبع مرات في سجون السلطة.

## هدم الاحتلال بيته
قدّم «أبو أيمن طه» نموذجاً للقائد الرباني الذي رهن حياته وأبنائه لدينه ووطنه حيث هدم بيته في مطلع شهر مارس 2003 على أيدي قوات الاحتلال.

## اغتال الاحتلال ابنه وزوجته وحفيدته
واغتالت قوات الاحتلال ابنه ياسر أحد أبرز مهندسي العبوات بكتائب الشهيد عز الدين القسام عندما استهدفته صواريخ الأباتشي في 12/6/2003 لتنال من زوجته الحامل وطفلتها الوحيدة «أفنان».

## حالته الصحية
عانى من العديد من المشاكل الصحية اضطرته للقيام برحلة العلاج استغرقت في الخارج 3 شهور زار خلالها مصر وقطر وسوريا ولبنان، وصف الشيخ رحلته بالناجحة والموفقة وشملت الرحلة عدة لقاءات كان أبرزها اللقاء الذي جمعه برئيس ديوان الأمير في دولة قطر، وكذلك اجتماعه بقادة «حماس» في الخارج وبأعضاء مكتبها السياسي وعلى رأسهم خالد مشعل وفي لبنان حيث التقى بممثل حماس أسامة حمدان، وبنائب رئيس الحركة الإسلامية.
وعبر عن امتعاضه الشديد من رفض السلطات الأردنية السماح له بدخول أراضيها، وحرمانه من فرصة الالتقاء بأخيه عز الدين الذي حرم من رؤيته منذ أمد بعيد.